# Microneta semiatra
Microneta semiatra là một loài nhện trong họ Linyphiidae.
Loài này thuộc chi Microneta. Microneta semiatra được Eugen von Keyserling miêu tả năm 1886.